# Dionizas Poška

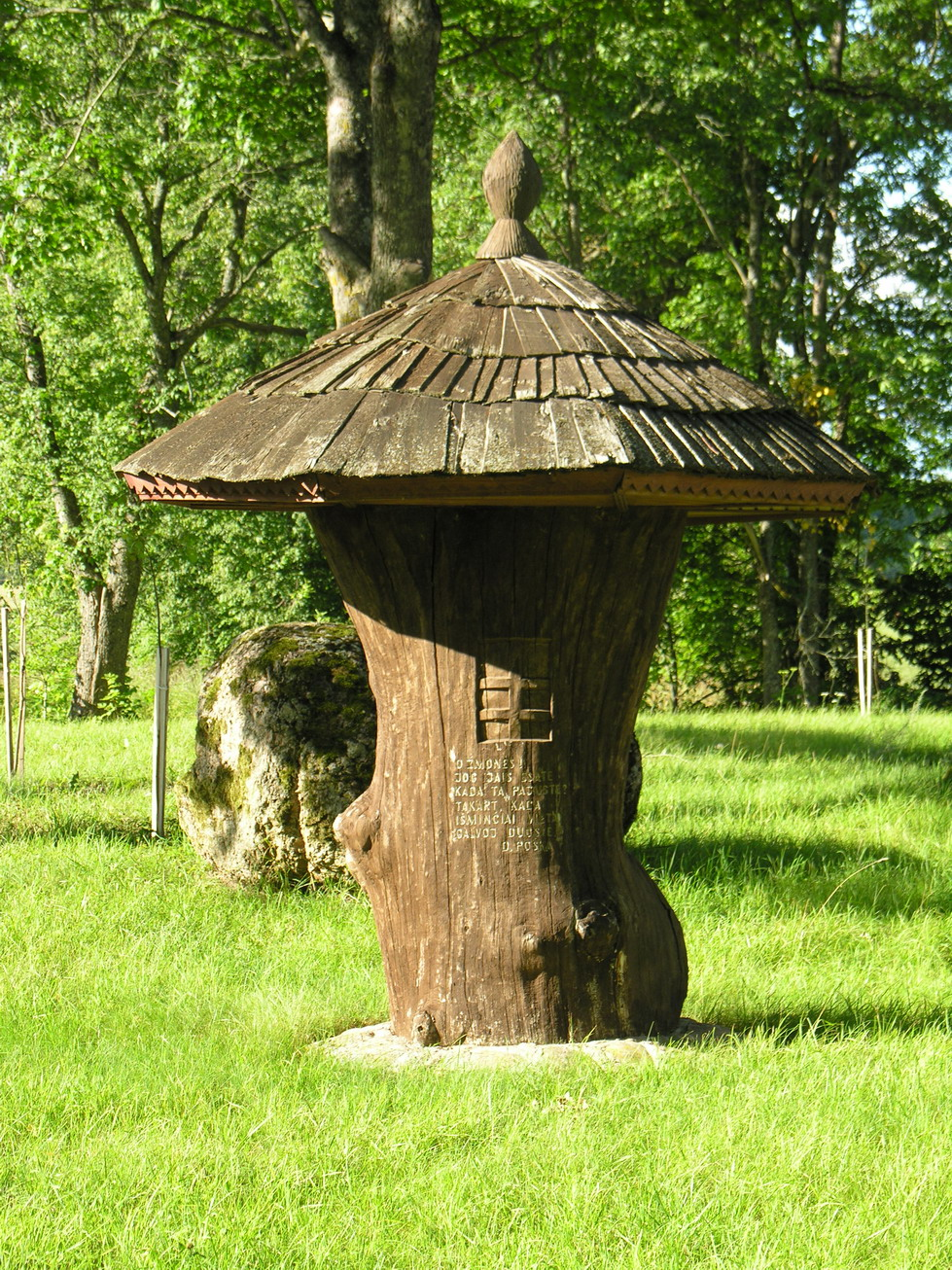
Pomnik Dionizasa Poški w gminie Możejki, dzielnica Šerkšnėnai

Dionizas Poška, Dionizy Paszkiewicz (ur. 1764 w Lėlaičiai, zm. 12 maja 1830 w swoim majątku Bordzie w rejonie szyłelskim) – polsko-litewski poeta, filolog, kolekcjoner i historyk, tworzący w językach polskim i litewskim. 

## Życiorys
Był synem starosty małduńskiego Adama Paszkiewicza i jego pierwszej żony Bogumiły Wisztortównej. Ojciec Poški, Adam Paszkiewicz (ur. 1717), dożył sędziwego wieku 100 lub 112 lat. 
W latach 1773–1780 Poška uczęszczał do jezuickiego Gimnazjum w Krożach. Pracował w sądzie w Rosieniach kolejno na stanowiskach regenta sądów grodzkiego i ziemskiego, pisarza ziemskiego i sekretarza sądu granicznego. 11 maja 1790 nabył wieś Bordzie-Bijaty, lecz już 20 września 1792 odsprzedał ją pod nazwą Bordzie-Bijaty-Szczefaniszki staroście małduńskiemu. Poślubił Urszulę Sosnowską herbu Nałęcz. 
W swoich pismach propagował kulturę i tradycje Żmudzi. Tworzył w językach polskim i litewskim, pod wpływem dwóch książek, wydanych w Warszawie w roku 1808: ks. Franciszka Ksawerego Bohusza „O początkach narodu i języka litewskiego” oraz Joachima Lelewela „Rzut oka na dawność litewskich narodów i związki ich z Herulami”. 
Utrzymywał kontakty z Joachimem Lelewelem i Nikołajem Rumiancewem.
Swoje zainteresowania historyczne realizował prowadząc wykopaliska archeologiczne w kurhanach. Spotykał się ze złośliwościami publikowanymi na łamach satyrycznych „Wiadomości Brukowych”, organu Towarzystwa Szubrawców. Poška polecił ściąć około tysiącletni dąb „Baublis” rosnący na Górze Wiśniowej, przenieść pień w pobliże swego domu i w wydrążonym pniu urządzić muzeum historyczne. Dąb ten był wspomniany przez Adama Mickiewicza w Panu Tadeuszu.
Tworzył wiersze satyryczne i dydaktyczne w językach polskim i litewskim, a także ody, elegie, panegiryki i epigramy. 
Opracował słownik litewsko-polsko-łaciński (oparty na słowniku Lindego). Napisał poemat Mužikas žemaičių ir Lietuvos (Chłop żmudzki i litewski), który ukazał się pośmiertnie w roku 1886 w litewskim czasopiśmie „Aušra”. 
Przeczuwając zbliżającą się śmierć, rozdysponował w testamencie swój majątek w większości na różne cele społeczne.
Patrz także: Litewsko-polskie stosunki literackie